# صدف‌های دوکفه‌ای سبدی
صدف‌های دوکفه‌ای سبدی (نام علمی: Corbiculidae) نام یک تیره از بالاخانواده سبدی‌صدف‌ها است.